# Liste de mines en Saskatchewan
Voici une liste de mines situées en Saskatchewan.

## Liste
| mine                 | ressource            | coordonnées                         | ville        | propriétaire                                              | dates        | notes | références |
| -------------------- | -------------------- | ----------------------------------- | ------------ | --------------------------------------------------------- | ------------ | ----- | ---------- |
| Allan                | potasse              | 51° 55′ 51,9″ N, 106° 04′ 18,2″ O   | Allan        | PotashCorp                                                |              |       |            |
| Belle Plaine         | potasse              | 50° 25′ 47,2″ N, 105° 12′ 06,9″ O   | Moose Jaw    | The Mosaic Company                                        | 1964-        |       |            |
| Bienfait             | potasse              |                                     | Regina       | The Mosaic Company                                        |              |       |            |
| Bienfait Lignite     | Lignite              |                                     | Bienfait     | Sherritt International                                    |              |       |            |
| Big Quill Lake       | Sulfate de potassium |                                     | Wynyard      | Big Quill Resources Inc. (en)                             |              |       |            |
| Boundary Dam         | Lignite              |                                     | Estevan      | Sherritt International                                    |              |       |            |
| Chaplin              | sulfate de sodium    |                                     | Chaplin      | Saskatchewan Minerals Inc. (en)                           |              |       |            |
| Mine de Cigar Lake   | uranium              | 58° 04′ 07″ N, 104° 32′ 26″ O       |              | Cameco, AREVA Resources Canada Inc (en), Idemitsu & TEPCO | 2005-        |       |            |
| Colonsay             | potasse              | 51° 56′ 01,2″ N, 105° 45′ 50,2″ O   | Colonsay     | The Mosaic Company                                        |              |       |            |
| Cory                 | potasse              | 52° 05′ 26,2″ N, 106° 51′ 10,4″ O   | Saskatoon    | PotashCorp                                                |              |       |            |
| Cluff Lake mine (en) | uranium              | 58° 21′ 59,97″ N, 109° 32′ 34,27″ O |              | AREVA Resources Canada Inc (en)                           | 1980-2002    |       |            |
| Erco                 | sel                  |                                     | Saskatoon    | Erco Worldwide (en)                                       |              |       |            |
| Esterhazy            | potasse              |                                     | Esterhazy    | The Mosaic Company                                        |              |       |            |
| Gunnar               | uranium              | 59° 23′ 06″ N, 108° 53′ 13″ O       | Uranium City | Gunnar Mines Ltd (en)                                     | 1955-1962    |       |            |
| K-1 & K-2            | Sel alimentaire      |                                     | Esterhazy    | Compass Mineral Groups (en)                               |              |       |            |
| Key Lake             | uranium              | 57° 12′ 24″ N, 105° 39′ 33″ O       |              | Cameco & AREVA Resources Canada Inc (en)                  | 1983-1997    |       |            |
| Lanigan              | potasse              | 51° 51′ 17″ N, 105° 12′ 34,6″ O     | Lanigan      | PotashCorp                                                |              |       |            |
| Legacy               | potasse              | 50° 37′ 47,6″ N, 105° 24′ 05,4″ O   | Moose Jaw    | K+S                                                       | 2017(prévu)- |       |            |
| Lorado               | uranium              | 59° 29′ N, 108° 39′ O               | Uranium City | Lorado Uranium Mines Limited (en)                         | 1954-1960    |       |            |
| McClean Lake         | uranium              | 58° 15′ 40″ N, 103° 48′ 09″ O       |              | AREVA Resources Canada Inc (en), Denison & OURD           | 1999-        |       |            |
| McArthur River       | uranium              | 57° 45′ 45″ N, 105° 03′ 07″ O       |              | Cameco & AREVA Resources Canada Inc (en)                  | 1997-        |       |            |
| Old Post Kaolin      | Kaolin               |                                     |              | Whitemud Resources Inc. (en)                              |              |       |            |
| Palo                 | sulfate de sodium    |                                     | Palo (en)    | Nanostructured Minerals Corp. (en)                        |              |       |            |
| Patience Lake        | potasse              | 52° 05′ 20,3″ N, 106° 22′ 38,4″ O   | Saskatoon    | PotashCorp                                                |              |       |            |
| Poplar River         | Lignite              |                                     | Coronach     | Sherritt International                                    |              |       |            |
| Rabbit Lake          | uranium              | 58° 11′ 52″ N, 103° 42′ 49″ O       |              | Cameco                                                    | 1968-        |       |            |
| Rocanville           | Potash Salt          | 50° 28′ 18,7″ N, 101° 32′ 38,7″ O   | Rocanville   | PotashCorp                                                |              |       |            |
| Seabee Mine (en)     |                      |                                     |              | Claude Resources Inc. (en)                                |              |       |            |
| Sifto                | sel                  |                                     | Unity        | Sifto Canada (en)/Compass Minerals (en)                   |              |       |            |
| Vanscoy              | potasse sel          | 52° 00′ 26,9″ N, 107° 05′ 34,5″ O   | Vanscoy      | Agrium                                                    |              |       |            |
| Wilcox Bentonite     | Bentonite            |                                     | Wilcox       | Canadian Clay Products, Inc. (en)                         |              |       |            |